# Notopterus
Notopterus is een geslacht van straalvinnige vissen uit de familie van de mesvissen (Notopteridae).

## Soort
- Notopterus notopterus (Pallas, 1769) – Aziatische mesvis